# 杉戶高野台站
杉戶高野台站（日语：／ Sugito-takanodai eki */?）位於日本埼玉縣北葛飾郡杉戶町高野台東一丁目，是東武鐵道日光線的鐵路車站。車站編號是TN 01。此站是杉戶町唯一的鐵路車站，乘客多稱作「高野台站」。由於過去東武動物公園站稱作杉戶站，因此本站正式名稱與俗稱都使用「高野台」做為區別。不過，本站距離杉戶町舊市區（舊杉戶宿）比東武動物公園站近。

## 歷史
- 1986年（昭和61年）8月26日 - 開業。
- 1999年（平成11年）
  - 3月23日 - 西口設置輪椅對應型電扶梯（共兩座）。
  - 12月20日 - 東口設置輪椅對應型電扶梯（共兩座）。
- 2000年（平成12年）1月31日 - 上下月台（東武動物公園側的階梯，共兩座）輪椅對應型電扶梯。
- 2003年（平成15年）3月19日 - 帝都高速度交通營團（現東京地下鐵）日比谷線、半藏門線、東京急行電鐵田園都市線直通列車開始停靠本站。
- 2006年（平成18年）
  - 3月18日 - 改點，原先淺草站 - 南栗橋站、新栃木站間的準急在白天時段降格成淺草站 - 北千住站間的普通列車，往淺草站的列車班次大幅削減。白天往淺草站方向只剩新設的野岩鐵道會津鬼怒川線、會津鐵道會津線直通區間快速，本站為其停車站。東京地下鐵半藏門線、東急田園都市線直通列車的通勤準急更名為急行、區間準急更名為準急，直通列車班次增加。原先的準急更名為區間急行，班次減少。淺草站起訖的區間準急停靠本站[1]。
  - 3月20日 - 特急「霧降」283號（現：285號）增停本站（2017年4月20日結束）。
- 2009年（平成21年）3月25日 - 大廳、上下月台設置LED式列車資訊顯示器，西口、東口、上下月台（共四座）設置電梯。
- 2010年（平成22年）2月18日 - 部分自動驗票閘門改為PASMO專用驗票機。
- 2011年（平成23年）11月4日 - 導入發車廣播裝置（發車音樂）。
- 2012年（平成24年）3月17日 - 導入車站編號TN-01。
- 2013年（平成25年）3月16日 - 改點，區間快速的快速運行區段改至新大平下站，不停本站[2]。直通東京地下鐵日比谷線的列車大幅增加[2]。
- 2017年（平成29年）4月21日 - 淺草站18時以後發車的下行特急列車（「華嚴」「Revaty華嚴」「鬼怒」「下野」）增停本站[3]。

## 車站結構
本站是島式月台2面4線的地面車站，為跨站式站房設計。站內設有PASMO對應驗票機。自動售票機可購入定期券。
2011年（平成23年）11月4日導入發車音樂。

### 月台配置
| 月台 | 路線         | 方向 | 目的地                                                                                             |
| ---- | ------------ | ---- | -------------------------------------------------------------------------------------------------- |
| 1、2 | 東武晴空塔線 | 上行 | 東武動物公園、北千住、東京晴空塔、淺草、 日比谷線 中目黑、 半藏門線 澀谷、 田園都市線 中央林間方向 |
| 3、4 | 日光線       | 下行 | 南栗橋、新栃木、東武日光、 鬼怒川線 鬼怒川溫泉方向                                                 |

- 上述路線名稱是旅客資訊上的名稱（「東武晴空塔線」為愛稱）。本站雖是日光線的中堅站，但除了特急列車以外，南栗橋站發出的列車大多數直通東武晴空塔線區間，因此上行淺草方向直接使用直通的目的地。
- 軌道的本線是內側的2號線與3號線。外側的1號線與4號線是在特急通過時與回送待避等情況使用。
- 2003年3月19日起的日比谷線直通列車僅有一班南栗橋發往中目黑的上行列車停靠（表定8時15分發車）。2013年3月16日改點後增加許多日比谷線直通列車，下行列車也增停本站[2]。另外，2017年4月21日改點起，下行電車的終點站除了特急列車外全部統一為南栗橋[3]，因此搭乘特急以外的車種要前往南栗橋以北（新栃木方向）時，需在南栗橋站同月台平行轉乘。

- 2017年4月21日改點起，淺草站18時以後發車的全部下行特急列車增停本站。本次改點以前僅「霧降」285號（表訂22時15分發車）停車，從本站搭乘不須購買特急券。另外，沒有停靠本站的上行特急列車。

## 使用情況
2018年度1日平均上下車人次為11,785人。在日光線內的中途站長期僅次於幸手站排行第2位，但在2018年度被栃木站、栗橋站超越滑落至第4位。本站除了杉戶町高野台地區外，也有許多幸手市榮地區的乘客。
近年1日平均上下車人次與上車人次的推移如下表。
| 年度               | 1日平均 上下車人次 | 1日平均 上車人次 |
| ------------------ | ------------------ | ---------------- |
| 1998年（平成10年） | 12,101             |                  |
| 1999年（平成11年） | 12,277             |                  |
| 2000年（平成12年） | 12,519             | 6,455            |
| 2001年（平成13年） | 12,623             |                  |
| 2002年（平成14年） | 12,197             |                  |
| 2003年（平成15年） | 12,080             |                  |
| 2004年（平成16年） | 12,027             |                  |
| 2005年（平成17年） | 12,021             | 6,030            |
| 2006年（平成18年） | 12,019             |                  |
| 2007年（平成19年） | 12,218             |                  |
| 2008年（平成20年） | 12,575             |                  |
| 2009年（平成21年） | 12,552             |                  |
| 2010年（平成22年） | 12,572             | 6,293            |
| 2011年（平成23年） | 12,556             | 6,275            |
| 2012年（平成24年） | 12,954             | 6,465            |
| 2013年（平成25年） | 13,114             | 6,546            |
| 2014年（平成26年） | 12,553             |                  |
| 2015年（平成27年） | 12,230             |                  |
| 2016年（平成28年） | 12,062             |                  |
| 2017年（平成29年） | 11,939             |                  |
| 2018年（平成30年） | 11,785             |                  |

## 車站周邊
與鄰近地區相比，周邊一帶是較新的市區，車站附近沒有擁有巨大集客力的商店。但是小型餐飲店、超市與藥妝店完善，加上步行圈內也有大型居家用品店，對於日常生活物資的購入十分方便。

### 東口
- 國道4號

- 幸手團地
- JOYFUL本田（日语：ジョイフル本田）幸手店
- Big-A（日语：ビッグ・エー）杉戶高野台店
- CAWACHI藥品（日语：カワチ薬品）幸手店
- 文真堂書店（日语：文真堂書店）TIME CLIP幸手店

### 西口
- 杉戶警察署（日语：杉戸警察署）杉戶高野台站前交番
- 杉戶高野台郵便局
- 武藏野銀行杉戶高野台支店
- 杉戶町立西小學校（日语：杉戸町立西小学校）
- 杉戶町立高野台小學校
- 昌平中學·高等學校（日语：昌平中学・高等学校）
- 凸版印刷綜合研究所
- 化學物質評價研究機構東京事業所
- Maruya（日语：マルヤ）高野台店
- Seki藥品（日语：セキ薬品）本部、高野台店

## 路線巴士

### 東口
| 乘車處       | 主要行經地                                 | 目的地 | 運行公司                  | 備註   | 來源  |
| ------------ | ------------------------------------------ | ------ | ------------------------- | ------ | ----- |
| 杉戶高野台站 | 幸手團地、東武團地                         | 幸手站 | 朝日自動車 （久喜營業所） |        | [ 8 ] |
| 杉戶高野台站 | 幸手團地、東武團地、日本保健醫療大學北校區 | 幸手站 | 朝日自動車 （久喜營業所） | 僅平日 | [ 8 ] |
| 杉戶高野台站 | 幸手團地、日本保健醫療大學南校區、東武團地 | 幸手站 | 朝日自動車 （久喜營業所） | 僅平日 | [ 8 ] |
| 杉戶高野台站 | 幸手團地                                   |        | 朝日自動車 （久喜營業所） |        | [ 8 ] |

### 西口
| 乘車處           | 系統   | 主要行經地                                                          | 目的地     | 運行公司                  | 備註            | 來源  |
| ---------------- | ------ | ------------------------------------------------------------------- | ---------- | ------------------------- | --------------- | ----- |
| 杉戶高野台站西口 |        |                                                                     | 昌平高校   | 朝日自動車 （久喜營業所） | 上課日早晨運行  | [ 8 ] |
| 高野台站西口     | 北路線 | 東埼玉綜合醫院、生涯學習中心、エコスポいずみ、Agri Park夢杉戶、役場 | すぎとピア | 杉戶町內巡迴巴士          | 單向運行 僅平日 | [ 9 ] |

## 相鄰車站
東武鐵道
 日光線（  直通東武晴空塔線）
- ■特急「華嚴」「鬼怒」■特急「Revaty華嚴」部分班次停車站（僅下行）、■特急「下野」停車站（僅下行）

■急行、■區間急行、■準急、■區間準急、■普通
東武動物公園（TS 30）－杉戶高野台（TN 01）－幸手（TN 02）

## 外部連結
- 杉戶高野台（車站資訊） - 東武鐵道